# Stanisław Migórski
Stanisław Henryk Migórski (ur. 1961) – polski matematyk, profesor nauk matematycznych. Specjalizuje się w logice obliczeniowej oraz matematyce dyskretnej. Profesor zwyczajny i kierownik Katedry Teorii Optymalizacji i Sterowania Wydziału Matematyki i Informatyki Uniwersytetu Jagiellońskiego.

## Życiorys
Ukończył studia z informatyki na Uniwersytecie Jagiellońskim, gdzie następnie został - w Instytucie Informatyki - zatrudniony i zdobywał kolejne awanse akademickie. Stopień doktorski uzyskał w 1990 na podstawie pracy pt. Asymptotyczne zachowanie rozwiązań optymalnych zadań sterowania układami opisanymi równaniami cząstkowymi, przygotowanej pod kierunkiem prof. Zdzisława Denkowskiego. Habilitował się w 1997 na podstawie oceny dorobku naukowego i rozprawy pt. Zastosowania G i Gamma zbieżności w zadaniach sterowania optymalnego i równaniach różniczkowych. Tytuł naukowy profesora nauk matematycznych otrzymał w 2003. W ramach macierzystego Wydziału Matematyki i Informatyki UJ pełnił funkcję m.in. dyrektora Instytutu Informatyki. Poza UJ wykładał także w Państwowej Wyższej Szkole Zawodowej w Raciborzu.
Publikacje książkowe:
- Z. Denkowski, S. Migorski, N.S. Papageorgiou An Introduction to Nonlinear Analysis: Theory, Kluwer Academic/Plenum Publishers, Boston-Dordrecht-London-New York 2003, ISBN 0-306-47392-5, s. 683
- Z. Denkowski, S. Migorski, N.S. Papageorgiou An Introduction to Nonlinear Analysis: Applications, Kluwer Academic/Plenum Publishers, Boston-Dordrecht-London-New York 2003, ISBN 0-306-47456-5, s. 822
- S. Migorski, A. Ochal, M. Sofonea Nonlinear Inclusions and Hemivariational Inequalities, Springer, Nowy Jork 2013, ISBN 978-1-4614-4231-8, s. 285
- M. Sofonea, S. Migorski Variational-Hemivariational Inequalities with Applications, Chapman & Hall/CRC Monographs and Research Notes in Mathematics, Boca Raton 2017, ISBN 978-1-4987-6158-1, s. 312

Swoje prace publikował ponadto w takich czasopismach jak m.in. „Journal of Elasticity”, „Journal of Global Optimization” „Nonlinear Analysis: Theory, Methods & Applications”, „SIAM Journal on Mathematical Analysis”, „Optimization” oraz „Computers & Mathematics with Applications”.
Został odznaczony Srebrnym Krzyżem Zasługi (2018) i Krzyżem Kawalerskim Orderu Odrodzenia Polski (2022).